# Komora izgaranja
Komora izgaranja je komponenta plinske turbine ili mlaznog motora u kojoj se odvija izgaranje goriva. Izgaranjem goriva oslobađa se toplina, zbog čega dolazi do zagrijavanja komprimiranog zraka pri konstantnom tlaku. Za razliku od cilindara klipnih motora s unutarnjim izgaranjem, kod komora izgaranja plinsko-turbinskih agregata proces izgaranja goriva se odvija neprekidno u toku zraka, koji struji velikim brzinama. Pri tome se dovedeno gorivo zapaljuje od plamena samog goriva koje izgara. Radni proces komore izgaranja, ne gledajući na njenu relativno jednostavnu konstrukciju, jako je složen. Sastoji se od procesa izmjene topline, miješanja zraka i goriva u uvjetima turbulentne difuzije, procesa isparavanja i izgaranja goriva, miješanja tokova zraka i produkata izgaranja, itd. U današnje vrijeme nije moguće za bilo koje uvjete teoretski proračunati čak neke od tih pojedinih procesa izdvojeno. Prirodno, time je teže prikazati općenite metode strogo analitičkog proračuna radnog procesa komore izgaranja u cjelini. Zbog toga se razrada novih konstrukcija još uvijek provodi pomoću empirijski poopćenih zavisnosti i završava se dotjerivanjem na ispitnom stolu. Isto tako paralelno s praktičnim iskustvom povećavaju se i teorijska znanja. Također, danas veliki doprinos razvoju novih konstrukcija daju visoko-sofisticirani programi koji omogućuju modeliranje radnog procesa u komori izgaranja na računalu.

## Povijest
Iz razloga što je komora izgaranja dio plinske turbine, njezina povijest je nerazdvojiva od razvoja plinsko-turbinskih agregata. Prvi toplinski stroj čiji je princip rada sličan modernim plinskim turbinama, patentirao je britanski inženjer John Barber 1791. godine. Slijede pokušaji mnogih znanstvenika i izumitelja u stvaranju plinsko-turbinskih agregata praktične primjene. Takvi agregati su bili strojevi niske učinkovitosti sve do Drugog svjetskog rata i poslije-ratnog perioda, kada je njihov razvoj, a time i razvoj komora izgaranja, ubrzan konstruiranjem mlaznih motora za zrakoplove.
Krajem 40-ih godina grade se također plinsko-turbinski agregati za primjeni u energetici kao i za pogon transportnih sredstava (brodovi, lokomotive, automobili). Sredinom 60-ih godina ukupna snaga samo stacionarnih instaliranih plinskih turbina u svijetu prelazila je 30000 MW. 
U današnje vrijeme široko korištenje plinsko-turbinskih agregata u stacionarnim termoenergetskim postrojenjima ograničava njihova relativno niska termodinamička iskoristivost. Međutim, sve češće korištenje kombiniranih postrojenja (plinskoturbinskog zajedno s parnoturbinskim) omogućava postizanje termodinamičke iskoristivosti i do 60%, što otvara nove perspektive plinskoturbinskog agregata, a time i daljnjem razvoju komore izgaranja i njenih komponenti.

## Uloga i konstrukcijski zahtjevi
Uloga komore izgaranja kod plinsko-turbinskog postrojenja je dovođenje topline radnome fluidu. Kao radni fluid obično služi zrak, kojem se dovodi toplina na račun izgaranja u njemu određene količine goriva. Principijelno plinska turbina može raditi s bilo kojim plinovitim, kapljevitim ili krutim gorivom, no najpovoljnije se pokazalo korištenje plinovitog i lako tekućeg goriva.
Na konstrukciju komore izgaranja postavlja se niz zahtjeva, od čijeg izvršenja ovisi ekonomičnost, sigurnost, masa i dimenzije plinsko-turbinskog postrojenja. Od tih zahtjeva u prvom redu se misli na:
- visoku iskoristivost izgaranja goriva
- mali hidraulički otpor
- stabilno gorenje plamena u širokome području opterećenja
- ravnomjerno temperaturno polje na izlazu iz komore izgaranja
- siguran rad metala plamene cijevi za čitavog zadanog radnog vijeka
- sigurno paljenje plamena kod upuštanja plinsko-turbinskog postrojenja

- minimalne dimenzije i masa, što je osobito bitno za komore izgaranja transportnih sredstava, posebice zrakoplova

## Komponente

### Kućište
Kućište predstavlja vanjski omotač komore izgaranja, relativno je jednostavne konstrukcije te kao takvo zahtjeva nisku razinu održavanja. Toplinska opterećenja ne predstavljaju problem kućištu jer je ono zaštićeno pomoću zraka koji struji u njemu. Međutim, opterećenja koja se javljaju zbog razlike između unutarnjeg i vanjskog tlaka izazivat će mehanička naprezanja koja je potrebno smanjiti odgovarajućom konstrukcijom kućišta.

### Difuzor
Uloga difuzora je smanjenje visoke brzine zraka iz kompresora na brzinu koja je optimalna za komoru izgaranja. Machov broj zraka, prolaskom kroz difuzor, pada s 0.3 na 0.05-0.1. Pri smanjenju brzine, neizbježan je pad u ukupnom tlaku, što predstavlja gubitak. Stoga, konstruiranje difuzora postaje kompliciran zadatak, jer njegov oblik nije niti simetričan niti kružnog presjeka. S druge strane, zahtjev koji se postavlja na konstrukciju difuzora, kao i na većinu ostalih komponenti plinsko-turbinskog agregata, je da on bude što kraći i lakši.

### Plamena cijev
Plamena cijev je komponenta od metalnog lima koja se pruža od od vrtložnika pa do ulaza u turbinu i izložena je izuzetnom toplinskom opterećenju. Plamena cijev prima toplinu od plamena gorućeg goriva i odaje je zraku za hlađenje, a djelomično i kućištu komore izgaranja. Toplinsko djelovanje plamena na plamenu cijev u različitim presjecima bit će različito u zavisnosti od karaktera strujanja toka zraka duž površine stijenke cijevi, prisustva unutarnjeg zaštitnog zračnog filma, zakonitosti izgaranja goriva po dužini područja izgaranja, oblika površine plamena, itd. Na taj je način promjena temperature stijenke po njenoj dužini poprilično složena, i danas još ne postoji dovoljno sigurna metoda analitičkog proračuna.
Plamene cijevi se izrađuju od superlegura otpornih na visoke temperature. Međutim, iako se koriste odgovarajući materijali, plamene cijevi i dalje moraju biti hlađene strujom zraka. Hlađenje može biti filmsko i transpiracijsko. Plamena cijev se sastoji od zone izgaranja i zone miješanja u kojoj se miješaju sekundarni zrak i produkti izgaranja, čime se osigurava zadana temperatura plina ispred turbine.

### Vrtložnik
Vrtložnik je komponenta kroz koju prolazi primarni zrak i ugrađuje se u prednji čelni dio komore. Uloga vrtložnika je generiranje turbulentnog strujanja primarnog zraka, kako bi došlo do boljeg miješanja s gorivom. Vrtložnik ima loš oblik opstrujavanja i kao takav će uzrokovati pad tlaka zraka, stoga se on konstruira tako da ne turbulizira tok više nego što je dovoljno za uspješno miješanje primarnog zraka i goriva.

### Gorionik
Gorionik ili brizgaljka goriva je uređaj koji dovodi gorivo u zonu izgaranja. To je komponenta koja je, zajedno s vrtložnikom, zaslužna za miješanje goriva i primarnog zraka. Postoje različiti tipovi gorionika, a njihov broj ovisi o tipu komore izgaranja. 

### Svjećica
Svjećice koje se koriste za zapaljenje goriva slične su onima koje se mogu naći kod automobilskih motora. Svjećica se mora nalaziti u zoni izgaranja, gdje su zrak i gorivo već izmiješani.Jednom kada dođe do zapaljenja svjećica više nije potrebna, jer je proces izgaranja samo-održiv.

## Tipovi
Tip konstrukcije i uvjeti rada komore izgaranja ovise o gorivu, namjeni plinskoturbinskog postrojenja, njegovoj konstrukcijskoj shemi, a također i o parametrima ciklus postrojenja. Komora izgaranja se najčešće ugrađuje neposredno u konstrukciju agregata, no u nizu slučajeva se smješta pored njega i povezuje s kompresorom i turbinom cjevovodima. U prvom slučaju se komora naziva ugrađenom, a u drugom, odvojena samostalna komora.
Po konstrukcijskoj izvedbi komore izgaranja mogu biti sljedećih tipova:
- Cijevna
- Prstenasta
- Cijevno-prstenasta
- Sekcijska
- Pojedinačna